# رذاذة

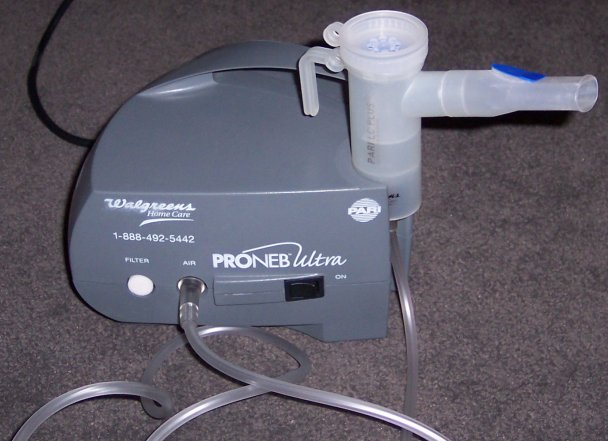
البخاخات ظهرت متعلقة بالضاغط

الرذّاذَة  (أو المِرَذّة أو المُرَذّذ Nebulizer) هو جهاز يستخدم لإدارة الدواء للناس في شكل رذاذ استنشاقها إلى الرئتين. وهي تستخدم عادة في علاج التليف الكيسي، الربو، وغيرها من أمراض الجهاز التنفسي.
هناك أنواع مختلفة من البخاخات، على الرغم من أن الأكثر شيوعا هي الغمامات النفاثة، والتي تسمى أيضا «عفارات». الغمامات ترتبط بها أنابيب إلى مصدر هواء مضغوط الذي يتسبب في انفجار الهواء أو الأكسجين الذي يقع عند السرعات العالية عن طريق الأدوية السائلة لتحويلها إلى الرذاذ، وهو ما يتم استنشاقه من قبل المريض.
كقاعدة عامة، الأطباء لابد أن يصفوا أجهزة الاستنشاق بجرعات مقننة لمرضاهم، إلى حد كبير، لأن هذه هي أكثر ملاءمة وأكثر حمولة من الغمامات. مع ذلك، فإن الغمامات النفاثة تستخدم عادة في المستشفيات للمرضى الذين يجدون صعوبة في استخدام أجهزة الاستنشاق، كما هو الحال في حالات الخطيرة من أمراض الجهاز التنفسي، أو نوبات الربو الحادة.
وتتوفر أيضا أحدث الغمامات الإلكترونية المدمجة. هذه الغمامات، مثل باري $1 أي فلو ،ريسبيريونيكس آي- نب، وسلسلة اومرون ميكرو آير، وأيرونب وهي بكتيريا مسببة للغاز، واستخدام اهتزاز أغشية أو تنسجم لإنتاج والرذاذ وهي أكثر استخدام نظرا لأنها لا تحتاج إلى مصدر الهواء المضغوط الذي يرافق الغمامات النفاثة. ومع ذلك، فالغمامات الإلكترونية هي أكثر كلفة. الغمامات الكهرضغطية التي تستخدم في السجائر الإلكترونية.

## الاستخدام والمرفقات
البخاخات تعبىْ بالدواء في شكل سائل، والتي غالبا ما يتم تحميلها في الجهاز عند الاستخدام. غالبا ما تستخدم قصبي مثل سالبوتامول (أوسان  ألبوتيرول) وفي بعض الأحيان بالإضافة إلى لإبراتروبيوم. وتستخدم أيضاالستيرويدات القشرية. السبب أنه يتم استنشاقه بدلا من تناوله هو أنه عادة ما يكون سريع التأثير على الجهاز التنفسي، والذي بسرعة يبدأ العلاج ويقلل من الآثار الجانبية مقارنة مع غيرها من وسائل ايصال هذه الادوية.
عادة، يتم استنشاق رذاذ الدواء عن طريق أنبوب يشبه بوق، مماثلة لجهاز الاستنشاق. هذا هو لسان الحال، ولكن، أحيانا في شكل قناع الوجه، مماثلة لتلك المستخدمة في مستنشق لتخدير، لسهولة الاستخدام مع الأطفال الصغار أو المسنين، وعلى الرغم من أبواق الأفضل لو المرضى قادرين على استخدامها فإن نتيجة الماسكات هي انخفاض التسليم في الرئة بسبب خسائر الرذاذ في الأنف.
بعد الاستخدام مع كورتيكوستيرويد، فمن الممكن نظريا للمرضى لوضع عدوى الخميرة في الفم (القلاع) أو بحة في الصوت (ديسفونيا)، على الرغم من أن هذه الشروط نادرة جدا. لتجنب هذه الآثار الضارة، فإن بعض الأطباء يشيرون إلى أن الشخص الذي يستخدم البخاخات يجب عليه شطف فمه. هذا ليس صحيحا بالنسبة لبرونشوديلاتورس، إلا أن المرضى قد لا يزالون يرغبون في شطف أفواههم نتيجة للمذاق غير السار لبعض عقاقير البرونشوديلاتورس.